# Showtime (baloncesto)

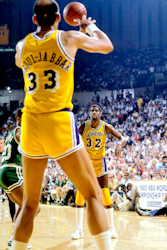
Magic Johnson y Kareem Abdul-Jabbar en el segundo partido contra los Boston Celtics de las Finales de la NBA de 1985, que ganaron los Lakers en seis encuentros.

En baloncesto, el Showtime (tiempo de espectáculo) fue una época en la historia del equipo de Los Angeles Lakers jugando en la National Basketball Association (NBA) entre 1979 y 1990,  cuando puso en práctica un espectacular sistema basado en el estilo de juego run and gun (correr y tirar). Liderado por los carismáticos jugadores Magic Johnson como pasador y Kareem Abdul-Jabbar como anotador, su juego se basó en el contraataque y ganó cinco campeonatos de la NBA.
Cinco de los integrantes del equipo: Johnson, Abdul-Jabbar, Jamaal Wilkes, Bob McAdoo y James Worthy, fueron incluidos en el Basketball Hall of Fame como reconocimiento a su contribución al mundo del baloncesto, y el club retiró además como homenaje los números de las camisetas de Johnson (#32), Abdul-Jabbar (#33), Worthy (#42) y Wilkes (#52). Su formación de la temporada 1986-87 fue incluida por la liga en 1996 entre los diez mejores equipos de la historia de la NBA.
El propietario de los Lakers en la época, Jerry Buss, compró el equipo en 1979, y desde un principio buscó el entretenimiento en sus partidos. Insistió en que los Lakers adoptaran un estilo de ritmo rápido, creó un grupo de cheerleaders para el equipo (las Laker Girls) y una banda en vivo para sus partidos como locales en The Forum de Inglewood.
El Showtime se convirtió en un fenómeno deportivo y provocó que diversas celebridades de Hollywood se aficionaran al equipo y fueran espectadores asiduos de sus encuentros.

## Origen

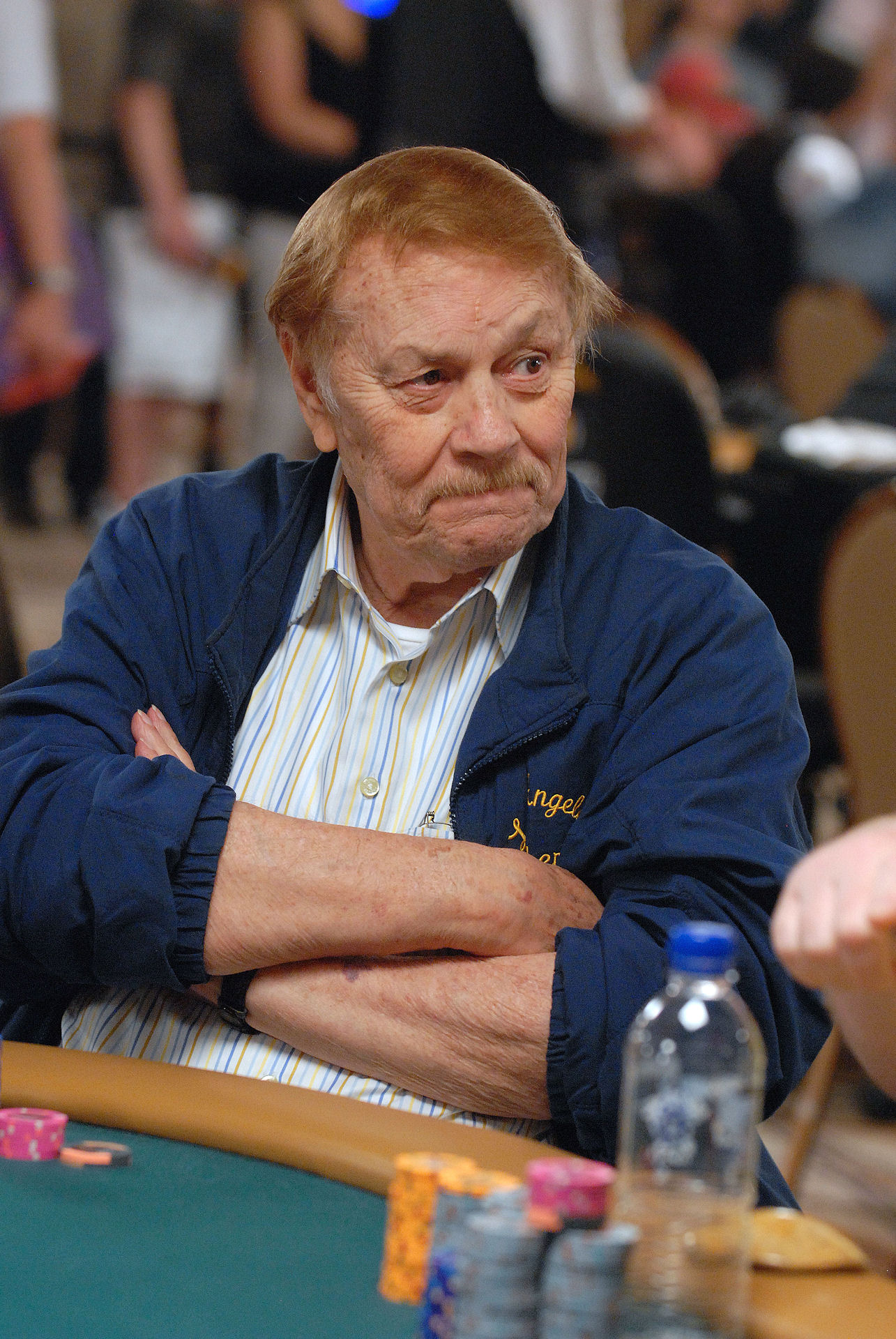
Jerry Buss (1933-2013) fue el arquitecto del Showtime. El empresario está considerado el visionario que «universalizó la marca Lakers».

En 1979 Jack Kent Cooke, propietario de Los Angeles Lakers, se encontraba en proceso de venta del equipo a Jerry Buss, un químico que había amasado una gran fortuna en la industria inmobiliaria. La operación, valorada en 67 millones de dólares, incluía la venta de dos equipos: los Lakers de la National Basketball Association, Los Angeles Kings de la National Hockey League y el pabellón en que ambos equipos jugaban sus encuentros como locales, The Forum, situado en Inglewood. Los Angeles Lakers estaba en posesión de la primera elección del Draft de la NBA de 1979, y sus opciones de elección se centraron en dos bases: Earvin Johnson (apodado Magic) y Sidney Moncrief. Los Lakers ya tenían un base de garantías como Norm Nixon, y Moncrief se mostraba como un excelente complemento como escolta para Nixon. Sin embargo, a Cooke le gustaron «la sonrisa y el estilo de juego» de Johnson, y en una de sus últimas decisiones como propietario de los Lakers, se decantó por la elección de Johnson.
Jerry Buss mostró desde un principio la intención de que el equipo practicara un juego entretenido. En la década de 1960, Buss era un habitual de The Horn, un nightclub en Santa Mónica (California) que atrajo a una clientela exclusiva. A Buss le encantaba la emoción del acto de apertura del famoso club, que incluía una atenuación de las luces seguida de una interpretación dramática de su sintonía: «It´s Showtime» (es el momento del espectáculo ). Después de comprar los Lakers y su pabellón The Forum a Cooke, Buss se embarcó en la creación de una versión a gran escala de The Horn. Interpretó que un partido de baloncesto debía ser entretenido, a imagen del acto de apertura de un nightclub.
Buss trató de igualar la emoción de los encuentros de baloncesto universitario entre los USC Trojans y los UCLA Bruins de la época de John Wooden. El propietario insistió en que los Lakers desarrollaran un estilo de juego rápido. Después de que Jerry West se retirase como entrenador principal de los Lakers, y su intento fallido de contratar a Jerry Tarkanian de los UNLV Rebels de la Universidad de Nevada, Las Vegas, Buss contrató a Jack McKinney para instaurar el estilo de juego que pretendía.
En opinión de Buss, una atmósfera teatral en su estadio combinada con un juego veloz podría excitar a los aficionados y reforzar la ventaja de campo de los Lakers. Su idea era crear un ambiente de estilo Hollywood que sería bien acogido por la cultura de Los Ángeles, aunque despertara antipatías en el resto del país. Buss adoptó el término Showtime de The Horn para describir el enfoque del baloncesto de los Lakers, lo que fue bien acogido por los aficionados del equipo y los medios de Los Ángeles. Después reconocería que su sueño era que se identificara al equipo con la ciudad.

## Aspecto deportivo

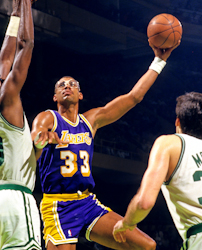
Kareem Abdul-Jabbar ejecutando su célebre skyhook en un encuentro ante los Boston Celtics, defendido por Robert Parish y Kevin McHale. Jabbar fue una de las piezas maestras del Showtime, además de máximo anotador de la historia de la NBA.

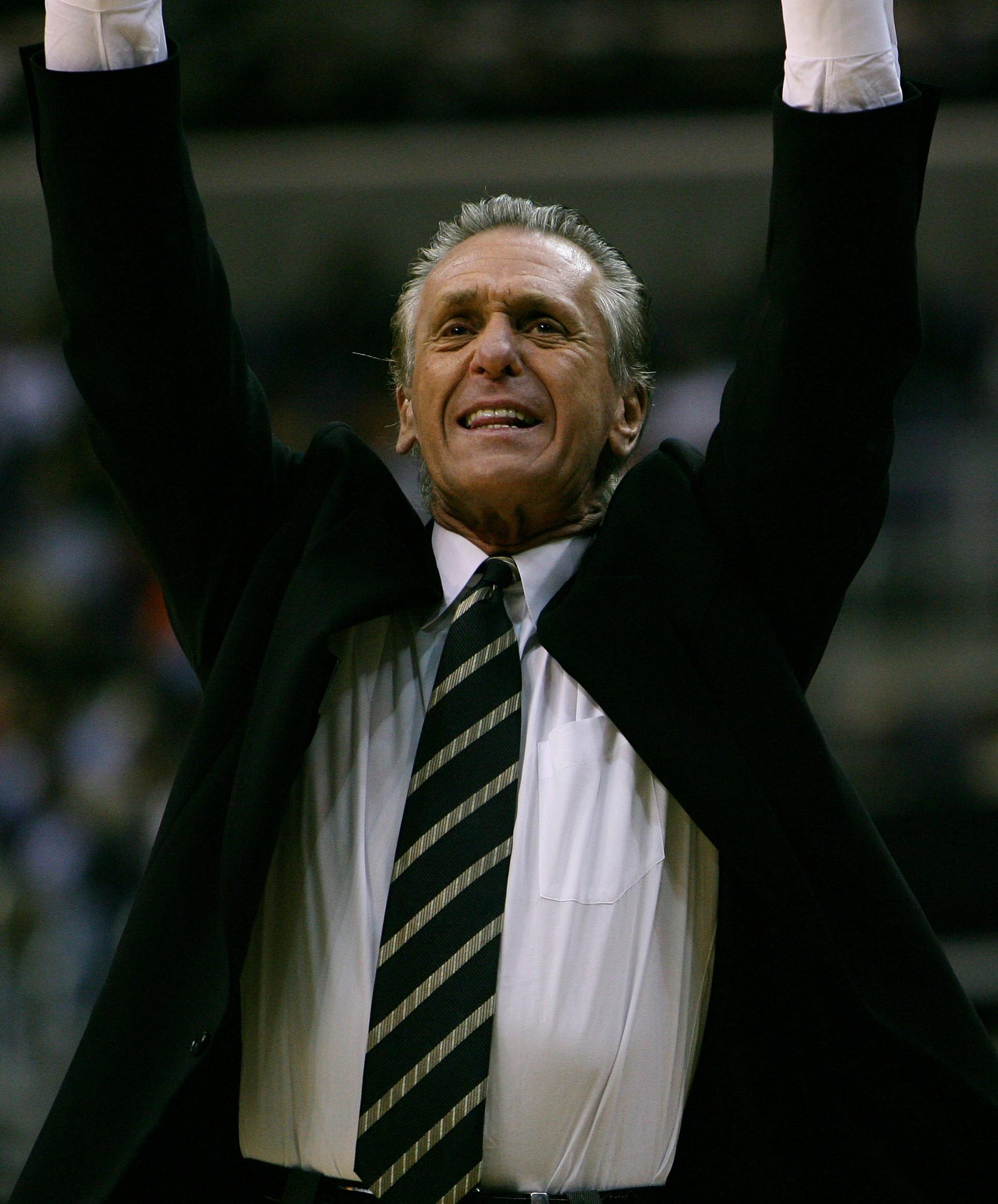
Pat Riley dirigió al equipo desde 1981 hasta 1990, alcanzando siete finales en ese período, de las cuales los Lakers lograron el triunfo en cuatro.

### Estilo ofensivo
El componente más importante del Showtime fue el juego de contraataque de los Lakers. En una secuencia típica, reboteadores como Kareem Abdul-Jabbar, Kurt Rambis y A.C. Green lanzaban rápidamente un pase de salida a Johnson, que recorría la cancha y distribuía el balón a jugadores como Jamaal Wilkes, James Worthy, Byron Scott o Michael Cooper para concluir la jugada con una bandeja o un mate. A menudo, el propio Johnson cogía el rebote y conducía rápidamente el balón culminando él mismo el contraataque. En ocasiones, ponía en práctica una de sus estrategias más sorprendentes, al entregar el balón a sus compañeros con un pase «sin mirar».
Si el contraataque no era posible, los Lakers desarrollaban su ofensiva desde media cancha y confiaban la anotación a Abdul-Jabbar (máximo anotador de la NBA de todos los tiempos) y su famoso gancho, conocido como skyhook (gancho del cielo). En los últimos años de la carrera de Abdul-Jabbar, Johnson se convirtió en la primera opción para anotar de los Lakers.
Este estilo de juego run and gun, de contraataque y rápidas transiciones, unido a la gran calidad de algunos de sus jugadores, propició que las puntuaciones de los encuentros fueran especialmente altas, lo que contribuyó al engrandecimiento del espectáculo y, según afirmó David Stern años más tarde, supuso «el epicentro de la revitalización de la NBA».

### Evolución en la NBA
Jack McKinney dirigió a los Lakers sólo durante trece encuentros, al sufrir el 8 de noviembre de 1979 un accidente cuando circulaba en bicicleta, sufriendo graves heridas en la cabeza. Buss lo reemplazó con el asistente Paul Westhead, quien lideró a los Lakers la temporada 1979-80 a su primer título de campeones en casi una década. Westhead utilizó el sistema ofensivo de McKinney, con un juego creativo y espontáneo definido como Showtime. Sin embargo, comenzó a cambiar el sistema en la temporada siguiente. El equipo comenzó la temporada 1981-82 con un balance de siete victorias y cuatro derrotas, pero seis de esas victorias fueron por cuatro puntos o menos, y los medios de comunicación criticaron los cambios en el sistema de Westhead. A pesar de ganar cinco encuentros consecutivos, Buss estaba desencantado con las tácticas de ataque, y además Johnson, frustrado también con Westhead y su sistema, planteó la posibilidad de un cambio de entrenador. Westhead fue despedido y reemplazado por su asistente Pat Riley, que también había sido jugador del equipo. Bajo la dirección de Riley, los Lakers recuperaron el estilo rápido y de contraataque, y consiguieron ganar el campeonato de esa temporada.
Riley lideró a los Lakers en la consecución de cuatro campeonatos. Su imagen característica, vestido con elegantes trajes italianos y el cabello engominado peinado hacia atrás, añadió al equipo la filosofía de Hollywood y le convirtió en un icono. Riley también fue innovador en tácticas defensivas, siendo uno de los primeros entrenadores en emplear una defensa 1-3-1 en media cancha para aumentar el ritmo del partido. El mantra de Riley era «si no hay rebotes, no hay anillos»,  lo que reforzaba la necesidad de luchar por los rebotes para ganar campeonatos.
Tras perder las finales de 1983 y 1984 contra Philadelphia 76ers y Boston Celtics respectivamente, los Lakers ganaron el campeonato de 1985 en seis encuentros contra los Celtics, a quienes de nuevo derrotaron en las finales de 1987. Los Ángeles repitieron como campeones al año siguiente (1988) ante los Detroit Pistons, pero el equipo era ya más viejo, lo que se dejó notar en su rendimiento, y en la final de 1989 los Pistons se tomaron la revancha. Abdul-Jabbar se retiró en 1989, y Riley renunció al año siguiente, con lo que se suele considerar finalizada la era del Showtime, a pesar de que Magic Johnson jugó una temporada más, aunque también se retiró después de anunciar que era portador del virus VIH. En la última temporada de Johnson, con Mike Dunleavy como nuevo entrenador, el equipo utilizó más el juego en media cancha, y aplicó un renovado énfasis en la defensa. El diario The Prescott Courier llegó a denominar a los Lakers de Dunleavy el Slow-time (tiempo lento).
Buss nunca tuvo reparos en invertir dinero en jugadores, y firmó contratos millonarios a sus figuras, Magic Johnson y Abdul-Jabbar, quien en 1981 se convirtió en el jugador mejor pagado de la NBA con 870 000 dólares por temporada.

## El espectáculo en el Forum

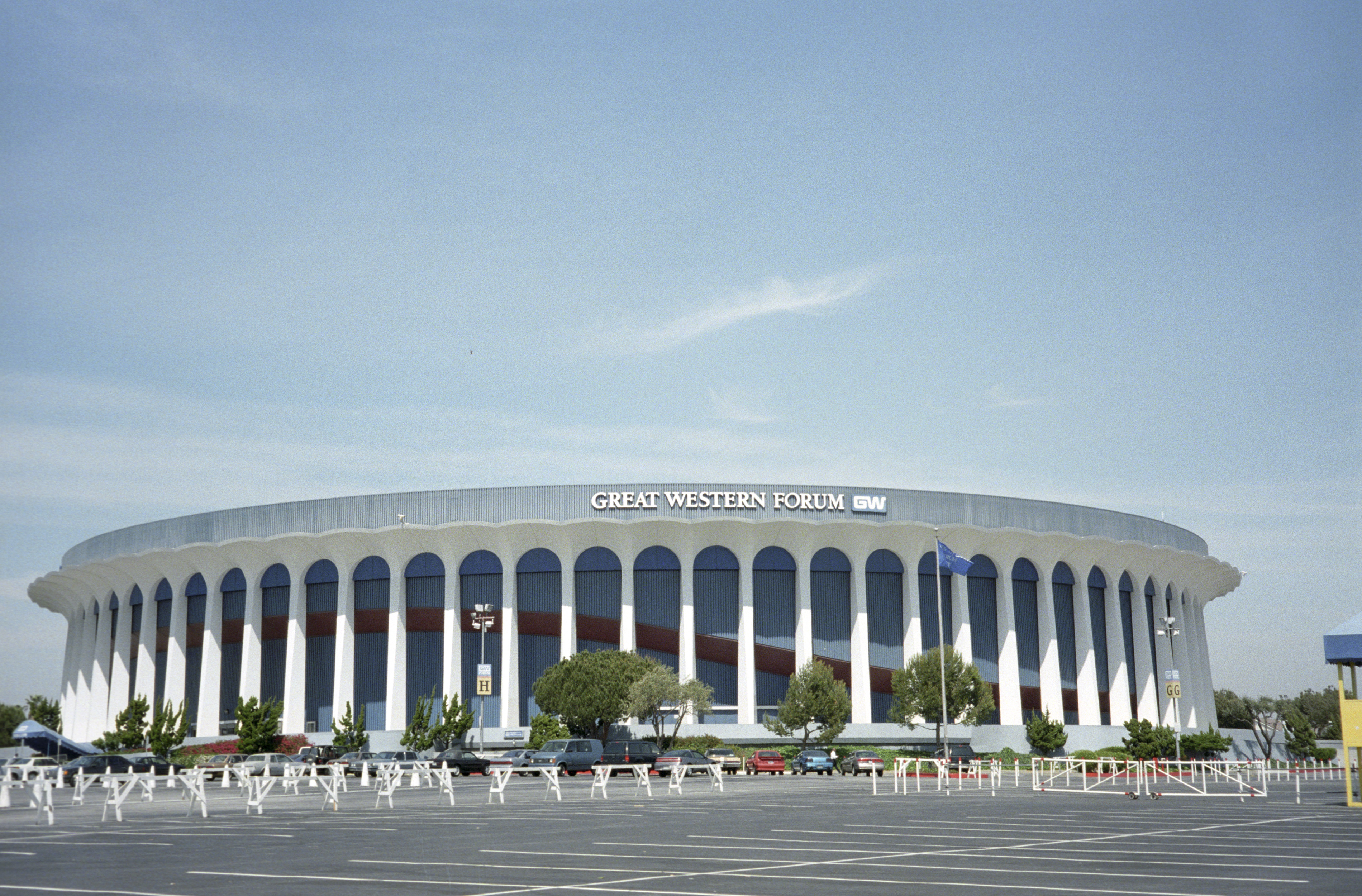
Imagen exterior del Great Western Forum de Inglewood, donde los Lakers jugaban sus partidos como locales hasta 1999. El espectáculo que acompañaba cada encuentro como local del equipo formaba parte del Showtime.

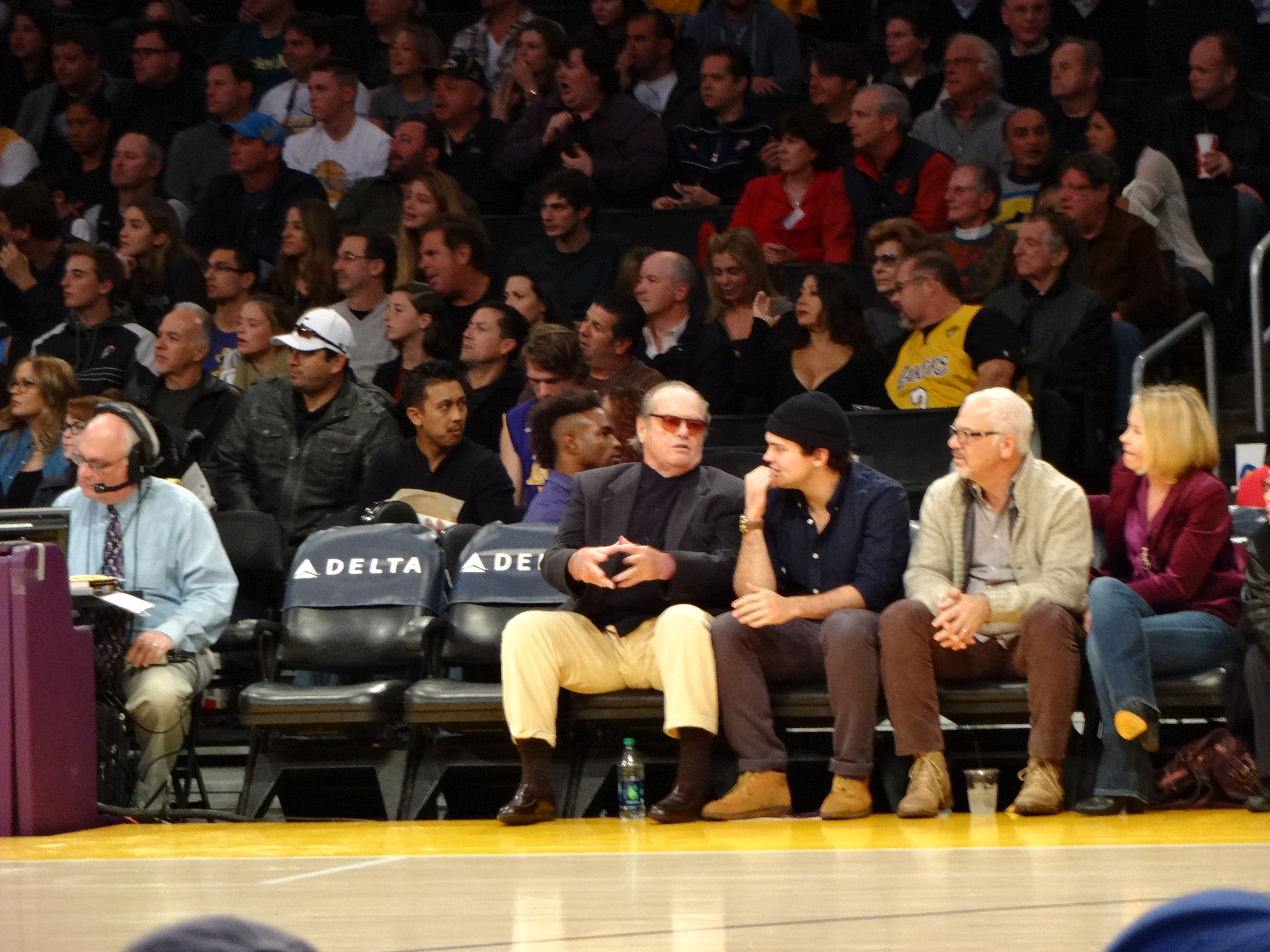
El actor Jack Nicholson presenciando un encuentro de los Lakers en el Staples Center. Nicholson fue una de las celebridades más asiduas a los partidos del equipo en la década de 1980.

Los Lakers jugaban sus partidos como locales en The Forum (desde 1988 Great Western Forum), que es considerado una moderna interpretación del Coliseo de Roma. El Forum era un círculo perfecto con un óvalo interior apoyado en ochenta columnas de hormigón blanco. Después de convertirse en propietario, Buss contrató a un locutor que se encargaba de la animación desde la megafonía. También transformó el Forum Club, que antes de su llegada era un agradable restaurante familiar (localizado en el mismo recinto) en el nightclub más popular de Los Ángeles.
Buss atrajo a las celebridades de Hollywood, así como a personajes ricos y famosos a los encuentros para añadir nuevos alicientes al público. No sólo quería a las estrellas en su equipo, también quería estrellas viendo a su equipo. Algunos medios llegaron a comparar el Forum con el famoso cartel de Hollywood como sinónimo de estrellas de cine. Durante las retransmisiones televisivas de los encuentros, los canales mostraban habitualmente imágenes de las celebridades en el estadio. El actor Jack Nicholson, considerado la más alta celebridad entre los aficionados de los Lakers, fue mostrado a menudo sentado en la primera fila de la cancha.
Como fan del deporte universitario, Buss se propuso que los encuentros de los Lakers tuvieran música en vivo y cheerleaders. Así, sustituyó al organista del Forum por una banda de diez músicos de la Universidad del Sur de California (USC). Las animadoras no eran comunes en la NBA en aquel momento, pero Buss promovió la formación de las Laker Girls, un equipo de bailarinas que eran consideradas tan talentosas como sexys. Rex the Peanut Man (Rex, el hombre-cacahuete), un peculiar bailarín que entretenía al público, era también parte del espectáculo. Después llegó Dancing Barry, un espectacular bailarín que se convirtió en un elemento básico del Showtime, y que aportó un ambiente festivo bailando sus números en esmoquin y gafas de sol durante los tiempos muertos de los partidos.
La repercusión del espectáculo que acompañaba al Showtime se dejó notar entre la prensa del país. El Washington Post afirmó que «El Forum puede ser el único lugar donde los aficionados ganan más dinero que los jugadores». El Hartford Courant escribió: «Uno va al Fabulous Forum, y recibe un partido de baloncesto entre los actos que se celebran». El comisionado de la NBA David Stern dijo que el Showtime mostró que «un pabellón puede convertirse en el punto focal no sólo para el baloncesto, sino para el entretenimiento».

## Legado

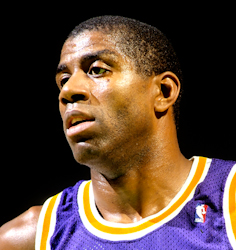
Magic Johnson parte del Showtime de Los Angeles Lakers.

Los Lakers del Showtime son considerados responsables de convertir la franquicia en una leyenda del baloncesto, además de uno de los equipos más impactantes de la historia de la NBA. Su formación de la temporada 1986-87 fue incluida en 1996, durante los actos del 50 aniversario de la competición, entre los diez mejores equipos de la historia de la NBA. La valoración a posteriori de su repercusión coincide en la importancia que tuvo su irrupción en la competición. La NBA se había devaluado y se había convertido en un negocio casi ruinoso, pero se considera que la nueva rivalidad surgida entre los Lakers del Showtime y los Boston Celtics liderados por Larry Bird supuso la salvación de la liga.
Como homenaje a algunos de los integrantes del equipo, el club retiró los números de las camisetas de Magic Johnson (#32), Kareem Abdul-Jabbar (#33), James Worthy (#42) y Jamaal Wilkes (#52). Además, cinco jugadores: Johnson, Abdul-Jabbar, Wilkes, Worthy y McAdoo, así como el técnico Pat Riley y el propietario Jerry Buss, fueron incluidos en el Basketball Hall of Fame como reconocimiento a su contribución al mundo del baloncesto.
Desde el éxito de los Lakers en la década de 1980, el término ha sido empleado a menudo para referirse a etapas gloriosas de otros equipos y deportes.
Buss, considerado el arquitecto del Showtime, falleció el 18 de febrero de 2013, siendo aún propietario del equipo. En su funeral, al que acudieron gran parte de los exjugadores y entrenadores del equipo, se recordó su gran contribución al engrandecimiento de los Lakers y la aportación del Showtime al mundo del baloncesto.

## Estadísticas del equipo
| Temporada | Entrenador                  | Victorias | Derrotas | Porcentaje | Puesto división | Clasificación final                    | Rival en la final  |
| --------- | --------------------------- | --------- | -------- | ---------- | --------------- | -------------------------------------- | ------------------ |
| 1979-80   | Jack McKinney/Paul Westhead | 60        | 22       | .732       | 1º              | Campeones de la NBA                    | Philadelphia 76ers |
| 1980-81   | Paul Westhead               | 54        | 28       | .659       | 2º              | Eliminados 1ª Ronda Conferencia Oeste  |                    |
| 1981-82   | Paul Westhead/Pat Riley     | 57        | 25       | .695       | 1º              | Campeones de la NBA                    | Philadelphia 76ers |
| 1982-83   | Pat Riley                   | 58        | 24       | .707       | 1º              | Derrota en la Final                    | Philadelphia 76ers |
| 1983-84   | Pat Riley                   | 54        | 28       | .659       | 1º              | Derrota en la Final                    | Boston Celtics     |
| 1984-85   | Pat Riley                   | 62        | 20       | .756       | 1º              | Campeones de la NBA                    | Boston Celtics     |
| 1985-86   | Pat Riley                   | 62        | 20       | .756       | 1º              | Eliminados Final Conferencia Oeste     |                    |
| 1986-87   | Pat Riley                   | 65        | 17       | .793       | 1º              | Campeones de la NBA                    | Boston Celtics     |
| 1987-88   | Pat Riley                   | 62        | 20       | .756       | 1º              | Campeones de la NBA                    | Detroit Pistons    |
| 1988-89   | Pat Riley                   | 57        | 25       | .695       | 1º              | Derrota en la Final                    | Detroit Pistons    |
| 1989-90   | Pat Riley                   | 63        | 19       | .768       | 1º              | Eliminados Semifinal Conferencia Oeste |                    |

- Fuente: NBA.com.[43] En negrita, equipo vencedor.

## Jugadores
Los siguientes jugadores jugaron más de una temporada en la plantilla de los Lakers durante la era del showtime (1979-1990):
| #  | Nombre                    | Temporadas                                                                                             | Campeonatos | Logros personales                                                        |
| -- | ------------------------- | --- | ----------- | ------------------------------------------------------------------------ |
| 32 | Magic Johnson (HoF)       | 11 (1979-80, 1980-81, 1981-82, 1982-83, 1983-84, 1984-85, 1985-86, 1986-87, 1987-88, 1988-89, 1989-90) |             | - All-Star en 1980, 1982, 1983, 1984, 1985, 1986, 1987, 1988, 1989, 1990 |
| 33 | Kareem Abdul-Jabbar (HoF) | 10 (1979-80, 1980-81, 1981-82, 1982-83, 1983-84, 1984-85, 1985-86, 1986-87, 1987-88, 1988-89)          |             | - All-Star en 1980, 1981, 1982, 1983, 1984, 1985, 1986, 1987, 1988, 1989 |
| 21 | Michael Cooper            | 11 (1979-80, 1980-81, 1981-82, 1982-83, 1983-84, 1984-85, 1985-86, 1986-87, 1987-88, 1988-89, 1989-90) |             | - Mejor Defensor de la NBA en 1987                                       |
| 31 | Kurt Rambis               | 7 (1981-82, 1982-83, 1983-84, 1984-85, 1985-86, 1986-87, 1987-88)                                      |             |                                                                          |
| 42 | James Worthy (HoF)        | 8 (1982-83, 1983-84, 1984-85, 1985-86, 1986-87, 1987-88, 1988-89, 1989-90)                             |             | - All-Star en 1986, 1987, 1988, 1989, 1990                               |
| 4  | Byron Scott               | 7 (1983-84, 1984-85, 1985-86, 1986-87, 1987-88, 1988-89, 1989-90)                                      |             |                                                                          |
| 52 | Jamaal Wilkes (HoF)       | 6 (1979-80, 1980-81, 1981-82, 1982-83, 1983-84, 1984-85)                                               |             | - All-Star en 1981, 1983                                                 |
| 45 | A.C. Green                | 5 (1985-86, 1986-87, 1987-88, 1988-89, 1989-90)                                                        |             | - All-Star en 1990                                                       |
| 40 | Mike McGee                | 5 (1981-82, 1982-83, 1983-84, 1984-85, 1985-86)                                                        |             |                                                                          |
| 25 | Mitch Kupchak             | 5 (1981-82, 1982-83, 1983-84, 1984-85, 1985-86)                                                        |             |                                                                          |
| 11 | Bob McAdoo (HoF)          | 4 (1981-82, 1982-83, 1983-84, 1984-85)                                                                 |             |                                                                          |
| 10 | Norm Nixon                | 4 (1979-80, 1980-81, 1981-82, 1982-83)                                                                 |             | - All-Star en 1982                                                       |
| 43 | Mychal Thompson           | 3 (1987-88, 1988-89, 1989-90)                                                                          |             |                                                                          |
| 55 | Billy Thompson            | 2 (1986-87, 1987-88)                                                                                   |             |                                                                          |
| 15 | Eddie Jordan              | 4 (1980-81, 1981-82, 1982-83, 1983-84)                                                                 |             |                                                                          |
| 35 | Larry Spriggs             | 3 (1983-84, 1984-85, 1985-86)                                                                          |             |                                                                          |
| 9  | Jim Chones                | 2 (1979-80, 1980-81)                                                                                   |             |                                                                          |
| 14 | Brad Holland              | 2 (1979-80, 1980-81)                                                                                   |             |                                                                          |
| 40 | Jim Brewer                | 2 (1980-81, 1981-82)                                                                                   |             |                                                                          |
| 12 | Ronnie Lester             | 2 (1984-85, 1985-86)                                                                                   |             |                                                                          |
| 19 | Tony Campbell             | 2 (1987-88, 1988-89)                                                                                   |             |                                                                          |
| 0  | Orlando Woolridge         | 2 (1988-89, 1988-89)                                                                                   |             |                                                                          |